# NGC 5412
NGC 5412 é uma galáxia elíptica (E-S0) localizada na direcção da constelação de Ursa Minor. Possui uma declinação de +73° 37' 02" e uma ascensão recta de 13 horas, 57 minutos e 13,4 segundos.
A galáxia NGC 5412 foi descoberta em 18 de Junho de 1884 por Lewis A. Swift.